# Reencuentro de personajes
Reencuentro de personajes es una novela de realismo mágico de Elena Garro basada en ciertos personajes de las obras Suave es la noche de Scott Fitzgerald y Retorno a Brideshead de Evelyn Waugh.

## Sinopsis
Verónica se escapa con su amante Frank y recorren varias ciudades de Europa sin rumbo fijo, Verónica piensa que se debe a que Frank cometió un asesinato en un hotel. Y ella no se atreve a dejarlo ya que piensa que es cómplice del asesinato y decide permanecer con él aunque Frank la trate de manera muy despectiva y humillante, hasta que un día con la ayuda de un empleado de un hotel decide tomar un tren y escapar de Frank, pero al llegar a su destino se vuelve a encontrar a Frank quien la convence de que vuelva con él, y dado el miedo que Verónica le tiene vuelve con Frank, para posteriormente establecerse en París. Frank le confía a Verónica que cuando era joven conoció y fue amigo de Scott Fitzgerald y de su esposa Zelda, aunque Verónica no le cree del todo. En París Verónica conoce a los amigos de Frank quienes están relacionados con otro asesinato que cometió Frank varios años antes, debido a esto el grupo no puede eliminar la influencia de Frank sobre ellos ya que se sienten cómplices de los asesinatos. Eddy, uno de los integrantes del grupo le confirma a Verónica que Frank y él conocieron a Scott Fitzgerald y a Zelda y que el escritor se basó en ellos para crear algunos de sus personajes. Verónica busca una forma de escapar tratando de encontrar una relación de los personajes de los libros Suave es la noche y Retorno a Brideshead con Frank.